# فرانك ميلر (عازف تشيلو)
فرانك ميلر (بالإنجليزية: Frank Miller)‏ هو عازف تشيلو أمريكي، ولد في 1912، وتوفي في 1 يونيو 1986.

## وصلات خارجية
- فرانك ميلر على موقع ميوزك برينز (الإنجليزية)
- فرانك ميلر على موقع ديسكوغز (الإنجليزية)